# Pimelea graniticola
Pimelea graniticola är en tibastväxtart som beskrevs av B.L. Rye. Pimelea graniticola ingår i släktet Pimelea och familjen tibastväxter. Inga underarter finns listade i Catalogue of Life.